# Lochaber (Nuova Scozia)
Lochaber (in gaelico scozzese: Loch Abar) è una piccola comunità nella provincia canadese della Nuova Scozia, situata nella contea di Antigonish. È rinomata per le sue fragole e per il suo festival annuale della fragola. La comunità prende il nome da Lochaber, una zona montuosa dell'Inverness-shire, in Scozia, da dove provenivano i primi coloni. La zona fu colonizzata per la prima volta nel 1810 da coloni europei.

## Progetto di rinnovamento della comunità di Lochaber

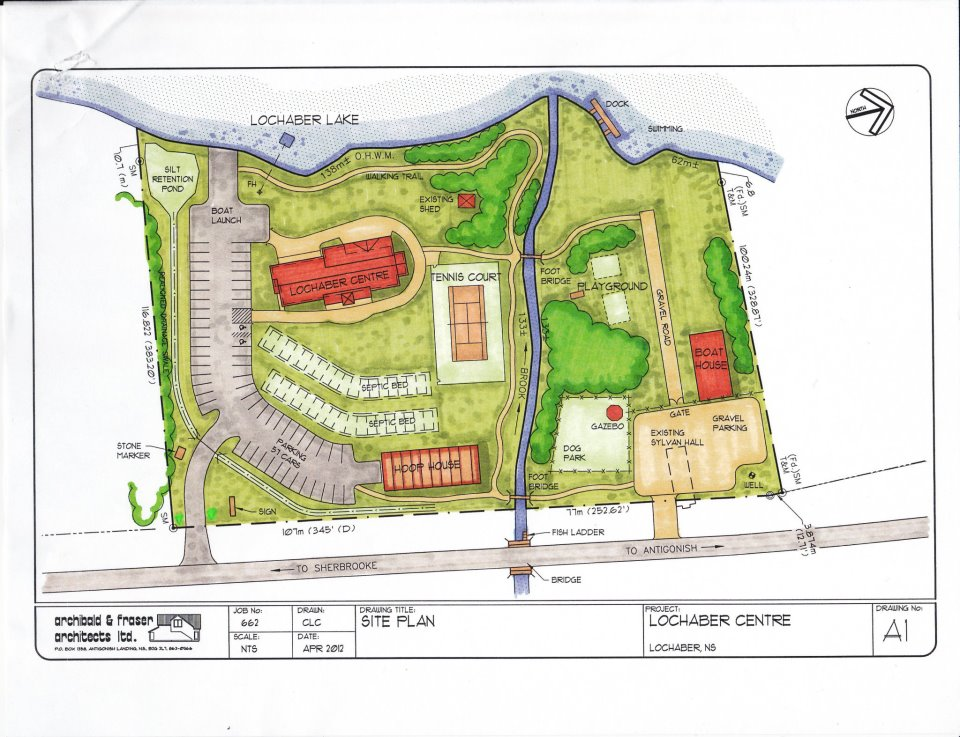
Piantina del sito del Lochaber Center

Nel settembre 2011, la Lochaber Community Development Association ha tenuto un incontro pubblico per discutere la costruzione di un nuovo Lochaber Centre, per sostituire l'attuale Sylvan Hall. La raccolta fondi per il Lochaber Center è iniziata da quel mese e alla fine ha messo insieme 350.000$. Nell'ottobre 2012, il governo federale canadese ha annunciato un finanziamento di 506.600$, la contea di Antigonish ha promesso 75.000$.
Il Lochaber Center includerà un campo da tennis/pista di hockey, un parcheggio per 51 auto e, in futuro, una rimessa per barche per i club di canottaggio Antigonish e Saint Francis Xavier University. Sperano di ospitare numerosi eventi di canottaggio, poiché è l'unico percorso rettilineo di 2 chilometri, a est di Montreal. Il centro è stato aperto nella primavera del 2014. Nel luglio 2014, Lochaber ha ospitato la regata internazionale di canottaggio CanAmMex.